# 赵文智
赵文智（1958年8月—），河北昌黎人，中国石油地质学家，油气勘探专家，中国石油天然气股份有限公司勘探开发研究院院长，中国工程院院士。

## 学术贡献
赵文智从事中国含油气盆地油气成藏分布特征研究，包括岩性地层油气藏勘探评价，古老（高～过成熟）海相油气藏与煤系油气藏评价，复杂含油气系统评价与油气发展战略等领域。
他提出的理论推动了油气勘探从局部有限构造高部位向以富油气凹（坳）陷为主体的全盆地扩展，以及从“液态窗“单黄金带勘探向叠合含油气盆地多黄金带勘探拓展。